# Guy Rodriguez
Pour les articles homonymes, voir Rodriguez.
Pas d'image ? Cliquez ici

a Compétitions nationales et continentales officielles uniquement.

b Matchs officiels uniquement.
Guy Rodriguez, né le 11 février 1951 à Toulouse, est un joueur de rugby à XIII dans les années 1970 évoluant au poste de troisième ligne, de deuxième ligne ou de talonneur.
Natif de Toulouse, il joue pour le Toulouse olympique XIII avec lequel il remporte le Championnat de France en 1973 et 1975, et dispute la finale de la Coupe de France en  1976.
Ses bonnes prestations en club l'amènent à être sélectionné à plusieurs reprises en équipe de France entre 1972 et 1978 disputant la Coupe du monde 1972, Coupe du monde 1977 et la Coupe d'Europe 1978.

## Palmarès
- Collectif :
  - Vainqueur du Championnat de France : 1973 et 1975 (Toulouse).
  - Finaliste de la Coupe de France : 1976 (Toulouse).

### Détails en sélection
| 1. | 1er novembre 1972 | Grande-Bretagne           | 4-13 | Coupe du monde | Troisième ligne | - | - | - | - |
| 2. | 29 mai 1977       | Papouasie-Nouvelle-Guinée | 6-37 | Test-match     | Troisième ligne | - | - | - | - |
| 3. | 5 juin 1977       | Grande-Bretagne           | 4-23 | Coupe du monde | Remplaçant      | - | - | - | - |
| 4. | 11 juin 1977      | Australie                 | 9-21 | Coupe du monde | Remplaçant      | - | - | - | - |
| 5. | 15 janvier 1978   | Pays de Galles            | 7-29 | Coupe d'Europe | Deuxième ligne  | - | - | - | - |